# Prospekt - revue - pro literaturu, umění výtvarné, divadlo, film
Prospekt – revue – pro literaturu, umění výtvarné, divadlo, film bylo periodikum vydávané nakladatelstvím Kvasnička a Hampl v Praze od 7. listopadu 1930 do října 1931. Redigoval ji a za redakci odpovídal dr. Jaroslav Jan Paulík. Bylo vydáno celkem devět čísel; poslední vyšlo jako dvojčíslo 9–10 v prosinci 1931. Přispívali do ní umělci a spisovatelé, divadelníci a překladatelé představující špičku tehdejší předválečné československé kultury. Úvodní fejetony a příspěvky se silným akcentem na estetiku tvorby psal J. J. Paulík. Jmenovitě v oblasti divadelní tvorby přispívali Jiří Frejka, ale také J. J. Paulík. Oblastí filmové tvorby se zabývali Artuš Černík, Lubomír Linhart, Vladimíra Vaňousková a Zdena Wattersonová, překlady z americké poezie Arnošt Vaněček, ruskou literaturou se zabýval např. Jiří Weil. Oblast výtvarného umění recenzoval František Matoušek. Divadlo a bibliofilii, včetně psaní feuilletonů obstarával dr. Miloslav Novotný. Z českých básníků na stránkách Prospektu publikovali Vilém Závada, Vítězslav Nezval, František Halas, Zdeněk Vavřík, Antonín Spálenka, Bohumil Mathesius, Miloš Holas. Dále do této revue přispívali Arne Novák, Pavel Eisner, Antonín Trýb, Josef Kopta, Ivan Olbracht, František Gottlieb, aj.